# إمبو، كينيا
إمبو، كينيا (بالإنجليزية: Embu, Kenya) هي مدينة، تتبع المحافظة الشرقية، بلغ عدد سكانها 41092 نسمة، رمزها البريدي هو 60100.

## المناخ
يظهر الجدول التالي التغييرات المناخية على مدار السنة لإمبو، كينيا:
| البيانات المناخية لـإمبو، كينيا         | البيانات المناخية لـإمبو، كينيا | البيانات المناخية لـإمبو، كينيا | البيانات المناخية لـإمبو، كينيا | البيانات المناخية لـإمبو، كينيا | البيانات المناخية لـإمبو، كينيا | البيانات المناخية لـإمبو، كينيا | البيانات المناخية لـإمبو، كينيا | البيانات المناخية لـإمبو، كينيا | البيانات المناخية لـإمبو، كينيا | البيانات المناخية لـإمبو، كينيا | البيانات المناخية لـإمبو، كينيا | البيانات المناخية لـإمبو، كينيا | البيانات المناخية لـإمبو، كينيا |
| الشهر                                   | يناير                           | فبراير                          | مارس                            | أبريل                           | مايو                            | يونيو                           | يوليو                           | أغسطس                           | سبتمبر                          | أكتوبر                          | نوفمبر                          | ديسمبر                          | المعدل السنوي                   |
| --------------------------------------- | ------------------------------- | ------------------------------- | ------------------------------- | ------------------------------- | ------------------------------- | ------------------------------- | ------------------------------- | ------------------------------- | ------------------------------- | ------------------------------- | ------------------------------- | ------------------------------- | ------------------------------- |
| متوسط درجة الحرارة الكبرى °م (°ف)       | 28.7 (83.7)                     | 30.3 (86.5)                     | 30.4 (86.7)                     | 28.6 (83.5)                     | 27.2 (81.0)                     | 26.4 (79.5)                     | 25.1 (77.2)                     | 25.4 (77.7)                     | 28.2 (82.8)                     | 29.5 (85.1)                     | 27.5 (81.5)                     | 27.2 (81.0)                     | 27.9 (82.2)                     |
| متوسط درجة الحرارة الصغرى °م (°ف)       | 13.7 (56.7)                     | 14.3 (57.7)                     | 16.3 (61.3)                     | 17.4 (63.3)                     | 17.2 (63.0)                     | 15.6 (60.1)                     | 15.2 (59.4)                     | 15.2 (59.4)                     | 15.8 (60.4)                     | 16.9 (62.4)                     | 16.4 (61.5)                     | 14.7 (58.5)                     | 15.7 (60.3)                     |
| الهطول مم (إنش)                         | 41 (1.6)                        | 34 (1.3)                        | 64 (2.5)                        | 218 (8.6)                       | 139 (5.5)                       | 21 (0.8)                        | 28 (1.1)                        | 11 (0.4)                        | 17 (0.7)                        | 86 (3.4)                        | 189 (7.4)                       | 45 (1.8)                        | 893 (35.2)                      |
| متوسط أيام هطول الأمطار                 | 4                               | 3                               | 7                               | 13                              | 10                              | 3                               | 3                               | 4                               | 2                               | 8                               | 15                              | 5                               | 77                              |
| المصدر: المنظمة العالمية للأرصاد الجوية |                                 |                                 |                                 |                                 |                                 |                                 |                                 |                                 |                                 |                                 |                                 |                                 |                                 |